# Hotel Guitart Rosa
L'Hotel Guitart Rosa és un edifici del municipi de Lloret de Mar (Selva) que forma part de l'Inventari del Patrimoni Arquitectònic de Catalunya. És un edifici cantoner format per dos cossos de quatre i sis plantes amb terrassa i amb un gran pati a la part de davant, entre el carrer Sant Pere i el carrer de l'Oliva, al centre de Lloret.

## Descripció
La façana és arrebossada i pintada de color rosat clar. Els dos cossos corresponen a la part antiga, dita també Can Guillemet, i la part nova de l'Hotel. Destaquen els tres nivells de balcons i les arcades i les pilastres i columnes de l'entrada i el primer pis.
La part antiga, de quatre plantes i terrat, destaca per la façana plena de terrasses i per les cantoneres, que estan ressaltades, com la façana lateral, amb falsos encoixinats d'arrebossat pintat imitant grans blocs. L'accés es fa per un pati ajardinat i les dues primeres plantes presenten una disposició similar, sis arcades de mig punt i dues columnes i dues pilastres de secció quadrada que divideixen les arcades en tres parts. La planta baixa és una galeria coberta i el primer pis presenta una gran balconada amb barrots de ferro pintats de color blanc. Les finestres presenten unes estructures o segones portes de ferro decoratiu que ressegueixen la porta i l'arc per separat.
Els dos pisos superiors també presenten balconades corregudes, cada cop més emergents quan es puja de pis. Aquí les finestres són rectangulars i no hi ha barrots, sinó barana seguida d'obra amb decoració exterior de motllures i hexàgons irregulars. La cornisa presenta un fris de figures d'òvals i diverses motllures. Dalt del tercer pis hi ha la terrassa, coberta de rajola. La façana lateral, de tres crugies, continua amb l'encoixinat i conté un balcó corregut al primer pis, balcons individuals al segon i finestres senzilles al tercer.
El cos de nova construcció de l'hotel el formen sis plantes plenes de balcons a llevant/migdia. Les plantes són més estretes, ja que on abans hi havia quatre plantes aquí n'hi ha sis.